# باریو د مونیو
باریو د مونیو (به اسپانیایی: Barrio de Muñó) یک شهرستان در اسپانیا است.